# Ritratto di giovane uomo con libro
Il Ritratto di giovane uomo con libro è un dipinto a olio su tavola (95,6x74,6 cm) di Agnolo Bronzino, databile al 1540 circa e conservato nel Metropolitan Museum of Art di New York.

## Storia e descrizione
L'opera, nel museo dal 1929, rappresenta probabilmente un amico del Bronzino e comunque un giovane letterato della sua cerchia. Straordinaria è la posa ben eretta con un braccio alla cintura e uno che, appoggiando un gomito su un ripiano, tiene un libro appoggiato verticalmente con un dito tra le pagine. L'espressione guarda direttamente l'osservatore, con fierezza, ma anche con una certa familiarità, accennata appena da un lieve movimento delle labbra. L'occhio sinistro rivela un leggero strabismo. I toni freddi, soprattutto nel lapideo sfondo architettonico, ma anche nell'incarnato, ne fanno un'opera esemplare dell'arte di Bronzino, che si dedicò con cura alla descrizione del raffinatissimo abito, nero, come imponeva la moda più aristocratica dell'epoca, con tagli regolari a lisca di pesce, una fila di bottoni di stoffa, e inserti metallici, che riecheggiano il cappello, pure nero, con nastri dorati annodati a distanze regolari.